# Gauche républicaine (Espagne, 1977)
Ne doit pas être confondu avec Gauche républicaine (Espagne, 1934).
Pour les articles homonymes, voir Gauche républicaine.
Izquierda Republicana (IR) est un parti politique espagnol de gauche, considéré comme l'héritier de la Gauche républicaine historique, fondée par Manuel Azaña en 1934. 
En Catalogne, il se nomme Partit Republicà d'Esquerra, et, en Galice, Esquerda Republicana Galega. Sa présence politique est réduite actuellement à quelques conseillers municipaux.

## Histoire

### Parti actuel
Le 5 février 2011, la Gauche républicaine a officiellement rejoint la Gauche unitaire.
En février 2015, Izquierda Republicana a tenu son XIXe Congrès fédéral, au cours duquel Fran Pérez a été élu secrétaire général.